# ريتشارد لوغان (لاعب كرة قدم بريطاني)
ريتشارد لوغان (بالإنجليزية: Richard Logan)‏ (18 فبراير 1988 في المملكة المتحدة - ) هو لاعب كرة قدم بريطاني في مركز الهجوم. لعب مع فيرجينيا بيتش مارينرز ونادي بليث سبارتانز ونادي غيتزهد وConsett A.F.C. ‏ ونادي ووركينغتون وSunderland Ryhope Community Association F.C. ‏ ودارلينجتون إف سى.

## وصلات خارجية
- ريتشارد لوغان على موقع Soccerbase.com (لاعب) (الإنجليزية)